# IC 520
IC 520 — галактика типу SBab () у сузір'ї Жираф.
Цей об'єкт міститься в оригінальній редакції індексного каталогу.